# Moonlight Drive
Moonlight Drive je jedna z klíčových písní alba Strange Days skupiny The Doors. Skladba však nevyšla samostatně jako singl jako např. „People Are Strange“ či „Love Me Two Times“. „Moonlight Drive“ je jedna z vůbec nejranějších písní Doors, autorem jejího textu je Jim Morrison.
Píseň též hrála důležitou úlohu při samotném vzniku Doors, jelikož právě poté, co ji Morrison odrecitoval Rayi Manzarekovi, mu Manzarek navrhl, aby spolu založili kapelu, čímž položili základ The Doors.